# Anja Petrović
Anja Petrović, učiteljica, pesnica, utemeljiteljica Tesla metamorfoze. *?
Anja Petrović se je rodila v Srbiji. Dolgo časa je živela v Beogradu. Na Univerzi v Beogradu je zaključila šolanje jugoslovanske in svetovne književnosti. Postala je profesorica svetovne književnosti in delala kot učiteljica v srednji šoli v Londonu. Po vrnitvi iz Londona je petnajst let svojega življenja posvetila tudi delu v beograjskem Sava centru. V času, ko je bivala v Srbiji oziroma Jugoslaviji, se je ukvarjala tudi s potapljanjem in bila inštruktor za potapljanje.
Nato se je z možem in sinom leta 1993 preselila v Sydney v Avstraliji,   kjer je končala študij na Avstralskem kolidžu uporabne psihologije. Njen prvi močnejši stik z zdravilnimi metodami je bil reiki, s katerim se je srečala skoraj tri leta po prihodu v Avstralijo, ko je spoznala učiteljico reikija Denise Crundall.  Leta 2001 je začutila, da potrebuje daljši počitek in tako je odšla k Sai Babi, kjer je bivala v njegovem ašramu v Indiji. Kmalu zatem se je srečala z Ericom Pearlom in pri njem se je naučila ponovne povezave. Z njo je zdravila naslednjih osem let vse do rojstva Tesla metamorfoze, bila pa je tudi asistentka Erica Pearla. Obenem se je ves čas ukvarjala tudi s psihološkim svetovanjem. V Avstraliji je organizirala tudi nekaj predstav in koncertov iz Srbije.
Že leta 2008 naj bi Anja Petrović dobila kanalizirano sporočilo »Estele iz ozvezdja Grui«, da se bo leta 2010 začel proces prenove, metamorfoze.  Leta 2009 naj bi nato med izvajanjem metode ponovne povezave dobila sporočilo iz duhovnega sveta, da naj rekonstruira Teslino zdravljenje. To naj bi se zgodilo meseca junija ali pa 25. septembra. Istega dne naj bi dobila še več namigov, tako ali drugače povezanih z elektroinženirjem Nikolo Teslo. V naslednjih mesecih je Anja Petrović pod vplivom duhovne tehnologije ponovne povezave Erica Pearla in domnevnih kanaliziranih sporočil »Estele iz ozvezdja Grui« rekonstruirala Tesla metamorfozo. Za to je potrebovala devet mesecev, tekom katerih je šla tudi čez osebno metamorfozo. Ker je Tesla zelo spoštoval Swamija Vivekanando, se je Anja Petrović odločila za obisk seminarjev, kjer poučujejo po naukih Swamija Vivekanande in na teh seminarjih se je naučila meditacije po nizu čaker od korenske do kronske. Obenem je na teh seminarjih dobila še več informacij o linijah in vrtincih (čakrah) v človeškem telesu. Tehnik dela z aksiatonalnimi linijami se je naučila že pri ponovni povezavi, hkrati pa se je poglobila v študij dela Knjiga znanja, Enohovi ključi J. J. Hurtaka, kjer je dobila obilo informacij, ki jih je vpletla v sistem Tesla metamorfoze. Anja Petrović sedaj potuje po svetu, poučuje Tesla metamorfozo in nastopa v javnih občilih.

## Dosežki
- pred 21-im letom je izdala dve pesniški zbirki;[3]
- za svojo poezijo in znanstveno delo v književnosti je dobila tri oktobrske nagrade mesta Beograd;[3]
- imela je več razstav ročnih poslikav oblek v Beogradu in Avstraliji;[2]
- postala je utemeljiteljica Tesla metamorfoze.